# Final Call – Wenn er auflegt, muss sie sterben
Final Call ist ein Actionfilm mit Thrillerelementen von David R. Ellis aus dem Jahr 2004. Die Drehbücher zu diesem wie dem Film Nicht auflegen!, dem dieselbe Grundkonstellation zugrunde liegt, lieferten Larry Cohen und Chris Morgan.

## Handlung
Die in Brentwood, einem Stadtteil von Los Angeles, lebende Biologie- und Physiklehrerin Jessica Martin wird von einer Gruppe von Männern entführt. Sie bringen sie zu einem Haus auf dem Lande und sperren sie auf dem Dachboden ein. Obwohl einer der Entführer das dort montierte Festnetztelefon zertrümmert, gelingt es ihr, die Teile wieder so zusammenzusetzen, dass von ihm Wählimpulse abgehen und auch die Sprech- und Hörmuscheln brauchbar sind. Per Zufall erreicht sie den ihr unbekannten Sonnyboy Ryan, der gerade mit seinem Auto unterwegs ist, auf seinem Mobiltelefon.
Ryan glaubt zunächst an einen Scherz, aber als er hört, wie die Entführer Jessica lautstark bedrängen, versucht er, ihr zu helfen. Er erfährt aber nicht ihren Aufenthaltsort, da sie ihn selbst nicht kennt, sondern nur ihren Namen und ihre Adresse. Immer darauf bedacht, die labile Verbindung aufrechtzuerhalten, fährt er zur Polizei. Der Polizist Mooney nimmt Namen und Adresse von Jessica auf, wird dann aber durch eine im Polizeigebäude ausbrechende Prügelei abgelenkt. Später fährt er zu der Adresse, eine Frau öffnet die Tür und erklärt ihm mit ausländischem Akzent, es handle sich offenkundig um einen Scherz, denn sie sei Jessica. Mooney genügt diese Erklärung zunächst; doch wird in der nächsten Einstellung für die Zuschauer klar, dass die Frau zu den Entführern gehört.
Jessica fleht Ryan an, zur Schule ihres Sohns Ricky zu fahren, weil auch dieser gekidnappt werden solle. Ryan kann aber nicht verhindern, dass Ricky zu den Entführern im Wagen der Mutter einsteigt. Diese bringen Ricky zu dem Haus, in dem Jessica gefangen gehalten wird. Mit einem Wagen des Wachdienstes der Schule nimmt Ryan die Verfolgung auf, wobei er in ein Verkehrschaos gerät. Er wird von den Entführern nicht bemerkt, verliert diese aber im dichten Verkehr aus den Augen. Als sein Handyakku zur Neige geht, will er in einem Telefonladen ein Ladegerät kaufen, soll sich aber anstellen. Mit einer Pistole des Wachdienstes erzwingt er die Herausgabe eines Ladegerätes, bezahlt dieses aber auch.
Dann macht er sich auf den Weg zum Flughafen, nachdem Jessica ihm mitgeteilt hat, dass die Täter von dort auch ihren Ehemann Craig entführen wollen. Als er wenig später im dichten Verkehr neben einem blauen Porsche 911 Cabriolet fährt, hört er, dass dessen Fahrer auf seinem Handy ebenfalls mit Jessica spricht, offenbar hat der Impuls aus dem provisorischen Telefon auf dem Dachboden auch dessen Handy erreicht. Ryan blockiert mit seinem Wagen den Porsche, bittet den Fahrer, ihn an das Handy zu lassen, was dieser verweigert. Als Ryans Wagen von einem Lkw gerammt wird, zwingt er den Porschefahrer zum Aussteigen und fährt mit dem Cabrio zum Flughafen.
Dort will Ryan Jessicas Mann in Sicherheit bringen, doch kontaktiert er versehentlich den falschen Mann. Er muss mit ansehen, wie der richtige Craig von den Kidnappern – die sich dort als Polizisten ausweisen – entführt wird. Craig wird zu seiner Frau auf den Dachboden gebracht. Er weiß, was die Entführer wollen, das gesuchte Objekt befindet sich in einem Bankschließfach. Während Craig sie dort hinführen soll, kann Jessica das Gespräch mit Ryan über das Handy des Porschefahrers fortsetzen und ihm die aktuelle Lage schildern. In der Bank entreißt Ryan den Tätern die Tasche, die Craig aus seinem Schließfach geholt hat, verliert aber sein Handy und damit die Verbindung zu Jessica.
Auf der Flucht vor den Kidnappern sieht Ryan, dass der gestohlene Porsche abgeschleppt wird. Als er einen Abschleppwagen mit demselben Logo sieht, folgt er ihm per Taxi. In der Tasche aus dem Bankschließfach befindet sich ein Camcorder. Er sieht auf einem Video, wie Polizisten zwei Drogendealer bei einer Geldübergabe erschießen und die Taschen mit dem Geld an sich nehmen. Auf dem Parkplatz für die abgeschleppten Autos ist inzwischen der Besitzer des Porsches eingetroffen, doch Ryan kommt ihm zuvor und stiehlt den Porsche ein zweites Mal. Über das Handy des Porschefahrers kann er wieder zu Jessica Kontakt aufnehmen.
Als Jessica von ihrem Aufpasser angegriffen wird, versetzt sie ihm mit einer Glasscherbe einen gezielten Schnitt in die Achselarterie, dessen tödliche Wirkung sie als Biologie-Lehrerin kennt. Sie flieht aus dem Haus und befreit ihren Sohn aus dem Schuppen, in dem dieser gefangen gehalten wird, indem sie die Tür mit ihrem Wagen einfährt. Doch als sie fliehen will, wird sie von den Männern aufgehalten. Sie drohen, ihren Mann vor ihren Augen zu erschießen. In diesem Moment meldet sich Ryan über Craigs Handy und bietet an, das Video im Austausch für Jessicas Familie zu übergeben. Bei einem Treffen am Santa Monica Pier gerät Ryan in die Hände der Bande, deren Anführer das Videoband sofort zerstört.
Inzwischen ist der Polizist Mooney durch die TV-Nachrichten auf Ryan aufmerksam geworden. Der Sender interviewt nämlich Angestellte des Telefonladens, die aussagen, dass ein Mann mit Pistole nur ein Ladegerät wollte und obendrein dafür bezahlt hat, dann den Porschefahrer, der berichtet, er habe eine offenkundig entführte Frau am Telefon gehabt. Misstrauisch geworden fährt Mooney zu Jessicas Haus. Dort erschießt er in Notwehr die falsche Jessica, wohlwissend, dass die echte Jessica keinen ausländischen Akzent besitzt. Im Sterben sagt sie ihm, sie sei Polizistin. Er unterrichtet seinen Vorgesetzten davon und fährt zu dem Pier, wo er die inzwischen eingetroffenen Kollegen trifft.
Zufällig hört Mooney ein Funkgespräch unter den Polizisten mit und erkennt, dass es sich bei diesen korrupten Kollegen um die gesuchten Verbrecher handelt. Er kann einen von ihnen überwältigen und auch die anderen Mitglieder der Bande, die Ryan erschießen wollten, unschädlich machen. Diesem war im letzten Moment die Flucht gelungen, er war vom Pier in das Meer gesprungen. Es stellt sich heraus, dass der Anführer der Bande Mooneys unmittelbarer Vorgesetzter war, dem er zuvor nichtsahnend von dem Verdacht gegen seine Kollegen erzählt hatte.
Am Ende gelingt es dem entführten Ehepaar, das gemeinsam mit seinem Sohn in einem nahegelegenen Auto festgehalten wird, gemeinsam mit Ryan die übrigen Entführer zu überwältigen und die Freiheit zurückzuerlangen. Obwohl es den Tätern gelungen war, das Video aus dem Camcorder zu zerstören, bleibt das belastende Bildmaterial erhalten, weil Ryan es zuvor mit der Kamera seines Handys aufgezeichnet hatte.

## Kritiken
„Zum einen ist ‚Final Call‘ dermaßen straff inszeniert, dass dem Zuschauer eigentlich nicht sonderlich viel Zeit zum Nachdenken bleibt. Erst wenn er den Film hinter sich hat und alles nochmals Revue passieren lässt, wird ihm klar, dass eigentlich alles schon in ähnlicher Form einmal zu sehen war. Der zweite Pluspunkt ist die glaubwürdige Darstellerriege.“

„In Cohens suggestiver Diktion ist das Telefon ein Medium der Nötigung zum moralisch einwandfreien Handeln, und auch in FINAL CALL trägt der Appellcharakter des Hilferufs den drohenden Unterton des Unaufschiebbaren. Obwohl der Held sich frei entscheiden kann, wirkt er doch wie ferngesteuert. So vereinen sich in gewitzter Dialektik das ethisch Gebotene und die lustvolle Unvernunft des Genres zu einem schönen Film.“

## Auszeichnungen
- Nominierung beim Saturn Award 2005 für Kim Basinger
- Die Deutsche Film- und Medienbewertung FBW in Wiesbaden verlieh dem Film das Prädikat wertvoll.

## Hintergrund und Sonstiges
- Larry Cohen schrieb das Drehbuch zu Final Call, während er versuchte, das Script zu Nicht auflegen! zu verkaufen. Der neue Film sollte das Gegenstück zu dem Thriller von 2002 sein, bei dem der Hauptdarsteller die ganze Zeit in einer Telefonzelle gefangen war, während sich Ryan frei bewegen kann.
- Produzent Dean Devlin, der mit diesem Film eigentlich sein Regie-Debüt feiern sollte, hat einen Cameo-Auftritt als Taxifahrer.
- Das Tattoo auf Ryans rechtem Arm ist das japanische Schriftzeichen für Loyalität und Ehre.
- Das von Chris Evans benutzte Handy funktionierte nicht. Er hörte Kim Basingers Text über einen Knopf im Ohr.
- Ein Remix des Songs Sinnerman von der Sängerin und Pianistin Nina Simone wurde als Soundtrack verwendet.
- Es gibt mehrere Hinweise auf die Produktionsfirma New Line Cinema:
  - Der Vorsitzende Robert Shaye hat einen Cameo-Auftritt im Polizeirevier.
  - Auf Rickys Rucksack befindet sich das Logo von Der Herr der Ringe: Die Gefährten.
  - Während sich Ryan am Flughafen befindet, ertönt der Aufruf für Flug 180 nach Paris. Das gleiche Flugzeug stürzte in Final Destination ab.
  - Im Haus der Kidnapper läuft der Film Final Destination 2 im Fernsehen.
- 2008 entstand in China/Hongkong unter der Regie von Benny Chan das Remake Connected.

## Ausstrahlung in Deutschland
Die deutsche Free-TV Premiere erfolgte am 18. November 2007 zur Primetime auf ProSieben. Den Film verfolgten 3,31 Millionen Zuschauer der werberelevanten Zielgruppe bei 21,5 Prozent Marktanteil, insgesamt waren es 4,46 Millionen.